# Líbia címere

Az Átmeneti Nemzeti Tanács címert helyettesítő emblémája

Líbia Moammer Kadhafi rendszerének bukása óta nem rendelkezik hivatalos címerrel.

## Története
Míg a 2011 augusztusában kiadott ideiglenes alkotmányrendelet szabályozta az ország zászlajának kérdését, a címer ügyében nem született döntés.

## Leírása
A hivatalos dokumentumokon az Átmeneti Nemzeti Tanács kör alakú emblémáját használják, amely köriratán arab és angol nyelven a Líbia név és az Átmeneti Nemzeti Tanács (Al-Madzslisz al-Vatani al-Intikáli / National Transitional Council) megnevezése olvasható, benne pedig a líbiai zászló színeiből (zöld, fekete, piros) összeálló félhold, fekete hullámvonalak és egy szintén fekete körvonalú, ötágú csillag látható.

## Történelmi címerek

1952-1969
1969-1972
1972-1977

1977-2011 között az ország címere egy bal oldalra néző aranyszínű héja, mellén egy zöld színű pajzzsal. A karmaiban tartott fehér szalagon az Egyesült Arab Köztársaságok (Ittihhád Dzsumhúriját al-Arabijja) neve olvasható arabul.